# Tercera Asturfútbol
Tercera Asturfútbol o 3ª Asturfútbol es el octavo nivel de competición del sistema de ligas de fútbol de España y es la tercera categoría regional en la comunidad autónoma del Principado de Asturias. Es la categoría inmediatamente inferior a la Segunda RFFPA. Es una categoría amateur organizada por la Real Federación de Fútbol del Principado de Asturias. 
Se divide en cuatro grupos, atendiendo a criterios geográficos. Ascienden a 2.ª Asturfútbol seis equipos: El primer clasificado de cada grupo (cuatro) y dos equipos vencedores de las eliminatorias que disputan los clasificados del segundo al quinto puesto (dieciséis) que se enfrentan a doble partido, disputando el primer encuentro en casa del peor clasificado.

## Historia
Anteriormente se denominó:
- Hasta 2022 Segunda Regional.
- Tercera RFFPA (2022-2023)

## Temporada 2024-2025
Para esta temporada se contó con la participación de 57 equipos divididos en cuatro grupos, dos de 14, uno de 15 y uno de 16. La liga regular comenzó el 29 de septiembre para los grupos 2 y 4 y el 13 de octubre para los grupos 1 y 3. Se cerrará el 4 de mayo de 2025. A partir de esta última fecha, comienza la Fase de Ascenso a Segunda Asturfútbol. 

### Equipos participantes
| Ascensos y descensos con respecto a la temporada 2023-24                                                                         |
| --- |
| Salidas Cánicas A.C, CD Praviano B, Independiente CF, SDC La Corredoria, Boal CF y Vegadeo CF ascienden a Segunda Asturfútbol.   |
| Entradas Argüero CF, La Manjoya, CD Santa Marina, GD Bosco, CD Treviense y CD Manuel Rubio descienden desde Segunda Asturfútbol. |

| Inscripciones y retiradas para la temporada 2024-25                                                                                                 |
| --- |
| Salidas E.F. Viesques, Salesianos Masaveu, Miranda C.F., C.D. Ujo, Racing de Pravia y Puerto Vega 'B' no salen a competir esta temporada 2024-2025. |
| Entradas CD San Luis de la Nueva, Ayer CF, La Fresneda B, Real Titánico B y Marítimo RC se inscriben como nuevos equipos esta temporada 2024-2025.  |

### Grupo 1
| Pos. | Equipo               | PJ | PG | PE | PP | GF  | GC  | Pts | Nota               |
| ---- | -------------------- | -- | -- | -- | -- | --- | --- | --- | ------------------ |
| 1    | Asunción C.F.        | 26 | 19 | 3  | 4  | 80  | 32  | 60  | Ascenso directo    |
| 2    | U.D. Sariego         | 26 | 20 | 0  | 6  | 96  | 33  | 60  | Playoff de ascenso |
| 3    | C.D. Manuel Rubio    | 26 | 18 | 5  | 3  | 105 | 30  | 59  | Playoff de ascenso |
| 4    | U.D. Llanera 'B'     | 26 | 15 | 4  | 7  | 52  | 36  | 49  | Playoff de ascenso |
| 5    | Rayo Gijonés         | 26 | 13 | 9  | 4  | 61  | 26  | 48  | Playoff de ascenso |
| 6    | E.F. Jin             | 26 | 11 | 7  | 8  | 65  | 49  | 40  |                    |
| 7    | Unión Astur C.F.     | 26 | 11 | 7  | 8  | 57  | 48  | 40  |                    |
| 8    | C.D. Montevil        | 26 | 10 | 5  | 11 | 48  | 58  | 35  |                    |
| 9    | Atlético Camocha 'B' | 26 | 10 | 4  | 12 | 41  | 53  | 34  |                    |
| 10   | Gijón Perchera       | 26 | 8  | 3  | 15 | 36  | 65  | 27  |                    |
| 11   | C.D. Aboño           | 26 | 7  | 6  | 13 | 34  | 47  | 27  |                    |
| 12   | Argüero C.F.         | 26 | 7  | 6  | 13 | 39  | 59  | 24  |                    |
| 13   | C.F. Estudiantes     | 26 | 2  | 0  | 24 | 21  | 134 | 6   |                    |
| 14   | Atlantic Gijón       | 26 | 1  | 1  | 24 | 20  | 85  | 4   |                    |

Grupo 2
| Pos. | Equipo                | PJ | PG | PE | PP | GF  | GC  | Pts | Nota               |
| ---- | --------------------- | -- | -- | -- | -- | --- | --- | --- | ------------------ |
| 1    | A.D. Guillén Lafuerza | 26 | 22 | 1  | 3  | 112 | 24  | 67  | Ascenso directo    |
| 2    | Celtic de Puerto      | 26 | 19 | 4  | 3  | 87  | 19  | 61  | Playoff de ascenso |
| 3    | La Manjoya            | 26 | 18 | 5  | 3  | 61  | 27  | 59  | Playoff de ascenso |
| 4    | Col. San Ignacio      | 26 | 14 | 6  | 6  | 65  | 52  | 48  | Playoff de ascenso |
| 5    | Club Siero 'B'        | 26 | 13 | 8  | 5  | 80  | 36  | 47  | Playoff de ascenso |
| 6    | Oviedo City           | 26 | 13 | 8  | 5  | 61  | 36  | 47  |                    |
| 7    | Atlético Siero        | 26 | 11 | 4  | 11 | 60  | 50  | 37  |                    |
| 8    | Atlético La Florida   | 26 | 11 | 3  | 12 | 60  | 42  | 36  |                    |
| 9    | Centro Asturiano      | 26 | 10 | 4  | 12 | 62  | 64  | 34  |                    |
| 10   | La Fresneda 'B'       | 26 | 8  | 3  | 15 | 62  | 97  | 27  |                    |
| 11   | Atlético Lugones 'B'  | 26 | 7  | 2  | 17 | 48  | 100 | 23  |                    |
| 12   | S.D. Colloto 'B'      | 26 | 4  | 4  | 17 | 34  | 76  | 19  |                    |
| 13   | S.J. La Carisa        | 26 | 1  | 4  | 21 | 27  | 82  | 8   |                    |
| 14   | Grisú C.F.            | 26 | 1  | 1  | 24 | 15  | 129 | 4   |                    |
| 15   | Salesianos Masaveu    | –  | –  | –  | –  | –   | –   | –   | Retirado           |

Grupo 3
| Pos. | Equipo             | PJ | PG | PE | PP | GF | GC | Pts | Nota               |
| ---- | ------------------ | -- | -- | -- | -- | -- | -- | --- | ------------------ |
| 1    | Lada Langreo C.F.  | 26 | 19 | 2  | 5  | 98 | 33 | 59  | Ascenso directo    |
| 2    | S.C.D. Campomanes  | 26 | 15 | 5  | 6  | 55 | 38 | 50  | Playoff de ascenso |
| 3    | C.D. Santa Marina  | 26 | 14 | 6  | 6  | 67 | 33 | 48  | Playoff de ascenso |
| 4    | C.D. Riosa         | 26 | 13 | 6  | 7  | 64 | 39 | 45  | Playoff de ascenso |
| 5    | Col. Riaño         | 26 | 13 | 2  | 11 | 74 | 75 | 41  | Playoff de ascenso |
| 6    | L'Entregu C.F. 'B' | 26 | 11 | 5  | 10 | 49 | 50 | 38  |                    |
| 7    | C.D. San Luis      | 26 | 11 | 4  | 11 | 46 | 61 | 37  |                    |
| 8    | Real Titánico 'B'  | 26 | 11 | 3  | 12 | 60 | 64 | 36  |                    |
| 9    | Dptva. Piloñesa    | 26 | 7  | 13 | 6  | 47 | 36 | 34  |                    |
| 10   | Ayer C.F.          | 26 | 9  | 5  | 12 | 50 | 53 | 32  |                    |
| 11   | Fortuna C.F.       | 26 | 7  | 6  | 13 | 40 | 76 | 27  |                    |
| 12   | Europa de Nava 'B' | 26 | 5  | 9  | 12 | 25 | 45 | 24  |                    |
| 13   | Iberia C.F.        | 26 | 2  | 12 | 12 | 26 | 61 | 18  |                    |
| 14   | Arenas del Sella   | 26 | 2  | 7  | 16 | 22 | 58 | 13  |                    |

Grupo 4
| Pos. | Equipo               | PJ | PG | PE | PP | GF | GC | Pts | Nota               |
| ---- | -------------------- | -- | -- | -- | -- | -- | -- | --- | ------------------ |
| 1    | Marítimo R.C.        | 30 | 25 | 3  | 2  | 94 | 31 | 78  | Ascenso directo    |
| 2    | C.D. Treviense       | 30 | 24 | 4  | 2  | 88 | 20 | 76  | Playoff de ascenso |
| 3    | Real Avilés Ind. 'B' | 30 | 24 | 3  | 3  | 95 | 30 | 75  | Playoff de ascenso |
| 4    | C.D.B. Cornellana    | 30 | 18 | 7  | 5  | 84 | 30 | 61  | Playoff de ascenso |
| 5    | Hispano 'B'          | 30 | 20 | 1  | 9  | 73 | 46 | 61  | Playoff de ascenso |
| 6    | Real Tapia           | 30 | 14 | 7  | 9  | 57 | 40 | 49  |                    |
| 7    | Marino Cudillero     | 30 | 13 | 6  | 11 | 61 | 58 | 45  |                    |
| 8    | G.D. Bosco           | 30 | 11 | 6  | 13 | 50 | 52 | 39  |                    |
| 9    | C.D. Pillarno        | 30 | 9  | 5  | 16 | 39 | 65 | 32  |                    |
| 10   | La Caridad C.F.      | 30 | 8  | 7  | 15 | 41 | 51 | 31  |                    |
| 11   | U.D. Castros         | 30 | 10 | 1  | 19 | 37 | 60 | 31  |                    |
| 12   | C.D. Los Campos      | 30 | 9  | 2  | 19 | 50 | 91 | 29  |                    |
| 13   | Llaranes C.F. 'B'    | 30 | 7  | 6  | 17 | 49 | 89 | 27  |                    |
| 14   | C.D. Raíces          | 30 | 6  | 4  | 20 | 39 | 88 | 22  |                    |
| 15   | C.F. Versalles       | 30 | 4  | 4  | 22 | 32 | 93 | 16  |                    |
| 16   | U.D. La Espina       | 30 | 3  | 4  | 23 | 19 | 64 | 13  |                    |

### Equipos que ascienden a Segunda Asturfútbol
Grupo I: Asunción CF. 
Grupo II: AD Guillén Lafuerza y por vía Fase de Ascenso a Segunda Asturfútbol Celtic de Puerto (arrastre por el ascenso del CD Lealtad a Segunda RFEF)
Grupo III: Lada Langreo CF.
Grupo IV: Marítimo RC y por vía Fase de Ascenso a Segunda Asturfútbol Real Avilés B y CD Treviense.

## Temporada 2023-24
Para esta temporada se contará con la participación de un total de 59 equipos divididos en cuatro grupos, tres de 15 equipos y uno de 14. La liga regular tendrá comienzo el 1 de octubre de 2023 (para los grupos de 15 equipos) y el 15 de octubre de 2023 (para el grupo de 14 equipos). Se cerrará el 5 de mayo de 2024. A partir de esta última fecha, dará comienzo la fase de ascenso a Segunda Asturfútbol.

### Equipos participantes
| Ascensos y descensos con respecto a la temporada 2022-23 |
| --- |
| Triple A Gijón, Rosal C. F., C. D. San Jorge, Navia C. F., Argüero C. F., Barcia C. F. "B", La Manjoya, Condal Club "B", G. D. Bosco, C. D. Santa Marina de Mieres y Fabril C. D. ascienden a Segunda Asturfútbol Real Tapia C. F., C. D. Raíces, U. D. Llanera "B", Atlético Siero, Céltic de Puerto F. C y Cánicas A. C. descienden desde Segunda Asturfútbol. |

| Inscripciones y retiradas de equipos para la temporada 2023-24 |
| --- |
| Rayo Carbayín C. F., Quintueles C. F. "B", Berrón C. F. "B", Avilés Stadium C. F. "B" y S. D. Rayo Villalegre no salen a competir esta temporada. Escuela de Futbol Jin, Escuela Fútbol Viesques, C. D. Gijón Perchera F. S., Fortuna C. F., C. D. Los Campos, C. D. Salesianos Masaveu, Colegio San Ignacio, Club Siero "B", Atlético de Lugones S. Dptva. "B", Llaranes C. F. "B", C. D. Bás. Cornellana y Unión Dptva. La Espina se inscriben para esta temporada. |

#### Grupo I (12 equipos)
-
| Club                            | Campo                   | Fundación | Localidad | Concejo | Temp. en 3a |
| ------------------------------- | ----------------------- | --------- | --------- | ------- | ----------- |
| Cultural y Deportiva Aboño      | Gómez Lozana            | 1929      | Aboño     | Carreño | 0           |
| Argüero Club de Fútbol          |                         | 1971      |           |         | 0           |
| Asunción Club de Fútbol         | Campo de La Laboral     | 1989      | Cabueñes  | Gijón   | 0           |
| Unión Astur Club de Fútbol      |                         | 2012      |           |         | 0           |
| Candás Club de Fútbol "B"       | La Mata                 | 1948      | Candás    | Carreño | 0           |
| Club Deportivo Fabril           |                         | 1994      |           |         | 0           |
| Codema Club de Fútbol           | El Claret               |           | Gijón     | Gijón   | 0           |
| Iberia Club de Fútbol           |                         | 1977      |           |         | 0           |
| Club Deportivo Montevil         |                         | 1999      |           |         | 0           |
| Erreala de Gijón Club de Fútbol |                         | 2021      |           |         | 0           |
| Quintueles Club de Fútbol "B"   |                         | 2020      |           |         | 0           |
| Rayo Gijonés                    | Campos de la Federación | 2014      | Roces     | Gijón   | 0           |

#### Grupo II (12 equipos)
-
| Club                                       | Campo             | Fundación | Localidad | Concejo | Temp. en 3a |
| ------------------------------------------ | ----------------- | --------- | --------- | ------- | ----------- |
| Atlético de Lugones "B"                    | Santa Bárbara     | 2003      | Lugones   | Siero   | 0           |
| Club de Campo La Fresneda                  |                   | 1991      |           |         | 0           |
| Grisú Club de Fútbol                       | Nuevo Campo       | 1955      | Cerdeño   | Oviedo  | 0           |
| Escuela de Fútbol Real Oviedo              |                   | 2021      |           |         | 0           |
| Juventud Estadio Club de Fútbol            | El Cristo         | 1976      | Oviedo    | Oviedo  | 0           |
| Oviedo City Fútbol Club                    |                   | 2020      |           |         | 0           |
| Sociedad Deportiva Colloto "B"             |                   | 2020      |           |         | 0           |
| Club Atlético de La Florida                |                   | 2020      |           |         | 0           |
| Centro Asturiano de Oviedo                 |                   | 2003      |           |         | 0           |
| Club Deportivo Riosa                       | Antonio Villarejo | 1977      | L' Ará    | Riosa   | 0           |
| Rosal Club de Fútbol                       | H.F.E. Tensi      | 1929      | Oviedo    | Oviedo  | 0           |
| Asociación Deportiva San Juan de La Carisa | Manuel Díaz Vega  | 1988      | Oviedo    | Oviedo  | 0           |

#### Grupo III (13 equipos)
-
| Club                                | Campo              | Fundación | Localidad       | Concejo    | Temp. en 3a |
| ----------------------------------- | ------------------ | --------- | --------------- | ---------- | ----------- |
| Siderúrgico Llaranes Club de Fútbol |                    | 2021      |                 |            | 0           |
| Unión Deportiva Castros             | Municipal de Coaña | 1989      | Jarrio          | Coaña      | 0           |
| Club Hispano de Castrillón "B"      | Ferrota            | 1925      | Piedras Blancas | Castrillón | 0           |
| Avilés Stadium Club de Fútbol "B"   |                    | 2021      |                 |            | 0           |
| Miranda Club de Fútbol              | Santo Domingo      | 1950      | Miranda         | Avilés     | 0           |
| Club Deportivo Mosconia "B"         | El Casal           | 1961      | Grado           | Grado      | 0           |
| Barcia Club de Fútbol "B"           |                    | 2021      |                 |            | 0           |
| Club Deportivo Pillarno             | Las Torres         | 1979      | Pillarno        | Castrillón | 0           |
| La Caridad Club de Fútbol           |                    | 1960      |                 |            | 0           |
| Puerto de Vega Club de Fútbol "B"   |                    | 2021      |                 |            | 0           |
| Sociedad Deportiva Rayo Villalegre  | La Luz             | 2013      | Avilés          | Avilés     | 0           |
| Club Deportivo Salas                | El Zaguán          | 1965      | Salas           | Salas      | 0           |
| Club de Fútbol Versalles            | La Toba            | 2007      | Avilés          | Avilés     | 0           |

#### Grupo IV (12 equipos)
-
| Club                                  | Campo | Fundación | Localidad | Concejo | Temp. en 3a |
| ------------------------------------- | ----- | --------- | --------- | ------- | ----------- |
| Atlético de Siero                     |       | 2009      |           |         | 0           |
| Club Deportivo Santa Marina de Mieres |       | 1959      |           |         | 0           |
| Sociedad Deportiva Lenense "B"        |       | 2018      |           |         | 0           |
| Club Deportivo San Jorge              |       | 1949      |           |         | 0           |
| L'Entregu Club de Fútbol "B"          |       | 2019      |           |         | 0           |
| Club Deportivo Rayo Carbayín          |       | 1987      |           |         | 0           |
| Club Arenas del Sella                 |       | 1948      | Arriondas | Parres  | 0           |
| Lada Langreo Club de Fútbol           |       | 1987      |           |         | 1           |
| Berrón Club de Fútbol "B"             |       | 2021      |           |         | 0           |
| Colegio Riaño Club de Fútbol          |       | 1987      |           |         | 0           |
| Club Deportivo Ujo                    |       | 1969      |           |         | 0           |
| Club Europa de Nava "B"               |       | 2021      |           |         | 0           |